# 里夫内 (瓦西里夫卡区)
47°12′33″N 35°28′40″E / 47.20917°N 35.47778°E
里夫内（烏克蘭語：Рівне）是位於烏克蘭東南部的村莊，由扎波羅熱州瓦西里夫卡區的羅茲多爾市鎮負責管轄。該村始建於1922年，面積0.57平方公里，海拔高度85米，2001年人口120，人口密度每平方公里210.5人。